# DSB Service & Retail
DSB Service & Retail A/S, bedre kendt som DSB 7-Eleven, er en kioskkæde med billetsalg på danske togstationer under franchiset 7-Eleven. Selskabet er et helejet datterselskab under DSB.
Selskabet havde 1.000 ansatte (ca. 600 fuldtidsansatte), en omsætning på 776 millioner DKK og 63 butikker i 2021.
Selskabet driver desuden KaffeEkspressen, der en salgsvogn på udvalgte IC-togafgange, to “stationsstuer” og bagagecenteret på Københavns Hovedbanegård.

## Historie
Selskabet blev stiftet i 1987 under navnet DSB Restauranter og Kiosker A/S, der på trods af navnet ikke var ejet af DSB. I 2002 køber DSB selskabet og omdøber det til DSB Detail A/S med henblik på at drive billetsalg og kiosk i samme forretning og dermed kunne opretholde en betjening på flere stationer. I 2007 omdøbes selskabet til Kort & Godt A/S, hvilket også var butikkernes navn frem til 2010.
I 2010 indgik DSB en aftale med 7-Eleven og Reitan om at omdanne de dengang 80 butikker til “DSB 7-Eleven”.  Aftalen er siden blevet forlænget flere gange, senest i 2021.
I 2020 skiftede selskabet til det nuværende navn.
Selskabet har introduceret et nyt koncept kaldet “stationsstuer”, der er en mindre kiosk med mindre vareudvalg til små- og mellemstore stationer. Den første åbnede i på Haslev Station i 2020.

### Antal butikker
- 2005: 38 butikker[9]
- 2010: 94 butikker (80 7-Eleven, 14 Kort & Godt)[10]
- 2015: 77 butikker[6]
- 2021: 63 butikker[3]

Stationsstuer:
- 2021: 2 stationsstuer[2]